# 에스토니아 해군
에스토니아 해군(에스토니아어: Eesti merevägi)은 에스토니아 방위군 중 통합된 해군이다.
에스토니아 해군은 세계에서 가장 작은 해군 중 하나로 6척의 임관함과 배수량이 10,000톤을 훨씬 밑돌고 있으며, 함정 접두사는 EML이며, 에스토니아 해군은 NATO의 해군 합동훈련에 여러 차례 참가했다.

## 역사

### 전간기

#### 창설
에스토니아 해군은 1918년 11월 21일에 창설되었다. 에스토니아 해군의 기초와 발전은 에스토니아 독립 전쟁 당시 에스토니아의 동맹국으로서 핀란드만에서 활동했던 영국 왕립 해군에 크게 의존하고 있다. 최초의 에스토니아 해군 군함은 구축함 레누크함과 왐볼라함으로 1919년 러시아 발트해 함대로부터 나포된 후 영국 왕립 해군이 선물로 준 것다.

#### 해병대 보병
메러데상트 파탈존은 에스토니아 해군의 에스토니아 방위군의 짧은 해병대 보병-해군 상륙 대대였다. 대대는 에스토니아 수상 군함의 승무원들로 만들어졌으며 탈린에 기반을 두고 있다.

### 독립 이후

#### 20세기
1998년 발트해군 편대 BALTRON이 창설되었다. BALTRON의 주된 책임은 해군 국방 및 안보 분야에서 발트해 국가들 간의 협력을 향상시키는 것이다. NATO 주도의 작전에 부대를 기여할 지속적인 준비태세가 BALTRON을 통해 보장된다.
발트해 각 국가는 일정 기간 동안은 BALTRON에 1~2척의 선박을 임명하고 1년 동안 직원을 임명한다. BALTRON에서의 복무는 선원과 직원 모두에게 국제적 환경에서 복무하고 광산 대응 조치에 대한 가치 있는 경험을 습득할 수 있는 훌륭한 기회를 제공한다. 에스토니아는 직원을 위한 육상 시설을 BALTRON에 제공한다.
1995년부터 에스토니아 해군 함정들은 발트해에서 수행되는 대부분의 주요 국제 훈련과 작전에 참여해왔다. 1993년 해군이 다시 창설되기 전까지는 아니었지만, 세계에서 가장 작은 함대 중 하나를 통합하고 있음에도 불구하고, 해군 함정의 젊은 승조원들은 국제 훈련에서 탁월한 상호 운용성을 보여주었고 다른 해군들과 동등한 파트너임을 입증했다.

#### 21세기
2005년 5월부터 2006년 3월까지 EML 핏카 제독은 NATO 대응군의 해상 능력의 일부인 NATO 상임 NRF 기뢰 대책 그룹 1의 지휘 및 지원 함정으로 배치되었다. 핏카 제독은 발트해군의 첫 번째 함정이었다. SNMCMG1 또한 에스토니아 해군의 주요 NATO 파트너 중 하나이다.
2020년 에스토니아 방위군은 해군 광산 및 대함 미사일 시스템 조달을 포함하는 새로운 방어 능력 개발을 계획하기 시작했다. 2021년 에스토니아는 핀란드 기업과 해군 광산 조달 계약을 체결했다. 10월 에스토니아는 블루 스피어 5G SSM 대함 미사일 계약도 체결했다.
2021년 11월 에스토니아 정부는 경찰국경경비단의 함대를 에스토니아 해군에 병합하기로 결정했다. 해군은 경찰국경경비단의 선박, 인력 및 업무를 인계받게 된다. 합병은 2023년 1월 1일까지 완료될 예정이다.

## 인원
에스토니아 해군 장교들은 대부분 유럽이나 미국 해군사관학교(특히 미국 해군사관학교)에서 교육을 받았다. 2003년 해군은 자체적으로 해군교육훈련센터(CNET)를 설립하여 하급 장교들을 양성하였다.
발트해 연안국들은 제한된 훈련 자원을 다른 국가들과 공유하고 있다. 예를 들어 에스토니아는 탈린에 있는 발트해군 커뮤니케이션 학교에서 통신 훈련을 제공하고 라트비아는 리에파야에 발트해군 잠수 훈련 센터를 공동 주최한다.